# К'яра Кайнеро
К'яра Кайнеро  (італ. Chiara Cainero, 24 березня 1978) — італійський стрілець, олімпійська чемпіонка.

## Виступи на Олімпіадах
| Олімпіада  | Дисципліна        | Місце |
| ---------- | ----------------- | ----- |
| Афіни 2004 | круглий стенд     | 8     |
| Пекін 2008 | круглий стенд     | 1     |
| Ріо 2016   | Стендова стрільба | 2     |